# Splash und Bubbles
Splash und Bubbles ist eine amerikanische Fernsehserie. Die Erstausstrahlung erfolgte am 23. November 2016 auf TVOKids (Kanada) und PBS Kids (USA) sowie Children’s Independent Television und Tiny Pop (Großbritannien).
Diese Serie wurde nach Wild Kratts: Creatures of the Deep Sea uraufgeführt.

## Handlung
Splash and Bubbles folgt einem Yellowback-Füsilier (obwohl er und der Erzähler manchmal behaupten, er sei ein Yellowtail-Füsilier), Splash, der sich in Reeftown niederlässt, nachdem er den ganzen Ozean überblickt hat. Anschließend freundet er sich mit Bubbles, einem Mandarinendrachen, und dem Duo an. Gemeinsam mit seinen Freunden Dunk und Ripple erkundet er das Riff, um neue Freunde zu finden.

## Produktion
Die Serie entstand bei Herschend Studios und The Jim Henson Company.